# Juan García de Castrojeriz
Juan García de Castrojeriz era un franciscano que vivió durante el siglo XIV.  

## Vida y obra
Fue confesor de la reina María de Portugal, esposa de Alfonso XI. Tradicionalmente se lo ha considerado como el traductor y glosador de la versión castellana del De regimine principum de Egidio Romano, traslado que se habría hecho a petición de don Bernabé, obispo de Osma con vista a la educación del infante don Pedro, el futuro Pedro I el Cruel.
Según se desprende de su apellido, debió de nacer en Castrojeriz (Burgos).
En la actualidad hay serias dudas de que Juan García haya sido el traductor de la obra de Gil de Roma. De esta traducción se conocen una veintena de manuscritos que se pueden dividir en tres series:
- A: manuscritos con la traducción y la glosa
- B: manuscritos en los que lo que predomina es la glosa
- C: manuscritos basados en la serie B y que contiene una reelaboración de la glosa

Dentro de la serie B se encuentra el incunable impreso en Sevilla en el taller de Meinhard Ungut y Stanislao Polono en 1494 (20 de octubre) y publicado por Juan Beneyto Pérez. Erróneamente algunos autores consideran que este incunable y su reedición moderna lo son de la versión castellana medieval del De regimine principum, pero se trata únicamente de Glosa castellana al Regimiento de príncipes, no de la traducción, que permanece inédita.
Es citado como una de las fuentes castellanas usadas por Geoffrey Chaucer.